# Günther Reinhardt
Günther Reinhardt (* 15. Juni 1933 in Erlangen; † 24. November 2020) war ein deutscher Rechtsmediziner, Psychiater und Hochschullehrer.

## Ausbildung und berufliche Tätigkeit
Günther Reinhardt, Sohn eines Arztes, studierte von 1951 bis 1956 Medizin an den Universitäten Erlangen, Tübingen und München. In Erlangen promovierte er 1956 mit einer Arbeit zum Einfluss der erstgebärenden Mutter auf Gewicht und Größe des Neugeborenen. Nach seiner Zeit als Medizinalassistent und seiner Approbation war er wissenschaftlicher Assistent, zunächst am Institut für Gerichtliche Medizin und Kriminalistik, danach an der Universitäts-Nervenklinik und erneut bis 1972 am Institut für Gerichtliche Medizin und Kriminalistik.
Krauland erwarb die Anerkennung als Facharzt in zwei medizinischen Fächern: 1964 für Psychiatrie und Neurologie sowie 1978 für Rechtsmedizin. An der Universität Tübingen ließ er sich 1976 und 1977 in Kinderpsychiatrie  und Forensischer Psychiatrie weiterbilden. 1971 hatte er sich für Rechtsmedizin habilitiert, Thema der Habilitationsschrift waren Aspekte der Thallium- und der Cadmium-Vergiftung. Im Jahr 1977 wurde er zum außerplanmäßigen Professor an der Universität Erlangen ernannt.
Nach seinem Wechsel an die Universität Heidelberg wurde er 1978 als Professor Leiter der Abteilung Verkehrsmedizin am Institut für Rechtsmedizin. Bereits 1980 erhielt er einen Ruf an die Universität Ulm auf den Lehrstuhl für Rechtsmedizin, den er bis zu seiner Emeritierung 1998 besetzte. Von 1993 bis 1998 war er Präsident der Deutschen Gesellschaft für Rechtsmedizin.

## Hauptarbeitsgebiete
Günther Reinhardt beschäftigte sich vor allem mit experimentellen Untersuchungen zum Blutalkoholgehalt und der Begutachtung von Verkehrsteilnehmern. Ein weiteres Arbeitsgebiet waren rechtliche Fragen der Verkehrsteilnahme und des Unfallgeschehens. Sein standespolitisches Interesse galt der Stellung des ärztlichen Gutachters.

## Ehrungen
- Senator-Lothar-Danner-Medaille des Bundes gegen Alkohol und Drogen im Straßenverkehr, 1999
- Konrad-Händel-Preis zur Förderung der rechtsmedizinischen Wissenschaften, 2001
- Ehrenmitglied der Deutschen Gesellschaft für Rechtsmedizin, 2003